# Limba valonă
Limba valonă (nume nativ în limba valonă: walon; wallon, în franceză, respectiv waals, în olandeză) este o limbă romanică regională, vorbită ca o a doua limbă (după franceza valonă) în regiunea de vest și de sud a Belgiei, adică Valonia, și izolat în nordul Franței, vestul Luxemburgului și în Wisconsin (Statele Unite ale Americii), acolo unde valonii au emigrat de-a lungul timpului.
Aparține unui subgrup al limbilor romanice de vest, numit al limbilor oïl, dintre care franceza este cea mai cunoscută, răspândită și vorbită.  Dintre toate limbile romanice oïl, valona a suferit influența cea mai mare în pronunție, vocabular și aparență din partea limbilor germanice înconjurătoare.  Uneori, în mod eronat, valona este considerată un dialect francez.  Valona nu trebuie, de asemenea, confundată cu franceza belgiană, care diferă de franceza vorbită în Franța doar în anumite "zone" minore ale vocabularului și pronunției.

## Geografie
Limba valonă mai este vorbită și în următoarele locuri:
- într-o mică parte a Franței: "botte de Givet" (nordul departamentului Ardenilor) și în câteva sate din județul de Nord (Cousolre);
- într-o mică zonă a statului Wisconsin, Statele-Unite (Green Bay), datorită unei emigrări destul de importante din secolul XIX;
- la Bruxelles, este vorbită de persoane ce provin din Valonia;
- în două-trei sate din Marele Ducat al Luxemburgului (Doncols, Sonlez), unde valona riscă extinția.

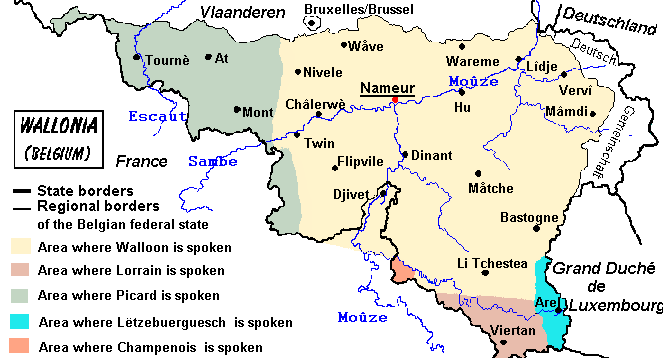
Limbile pe teritoriul valon

Alte limbi regionale sunt vorbite în Valonia, la marginea domeniului valon:
- picardina (la Mons, Ath, Turnay), adică dialectul picard;
- galmeana sau gomeza (la Virton);
- câmpeneana sau șampeneza (la Bohan), adică dialectul din Champagne;
- luxemburgheza (la Arel, Martelangia), limbă germanică, limba națională a Marelui Ducat al Luxemburgului.

Valona face parte din sub-grupa limbilor oïl (limbi romanice de nord-vest), dintre care cea mai cunoscută este franceza). Valona se deosebește de celelalte limbi oïl îndeosebi datorită unui important împrumut germanic (în fonetică, vocabular și gramatică), dar și - din contră - printr-un conservatorism fonetic semnificativ (valona a rămas destul de apropiată de evoluțiile ce au avut loc în evul mediu târziu).
Dintr-un alt punct de vedere strict geografic, al extinderii continentale a limbilor romanice vorbite azi, este interesant de observat că valona și româna sunt simultan limbi romanice "extrem nordice", dar și extreme longitudinal în Europa, valona fiind extrem vestică și simultan nordică, respectiv româna fiind extrem estică și simultan nordică.  O foarte posibilă "punte" de legătură, în cazul unui studiu profund și exhaustiv de lingvistică comparată între valonă și română, ar putea fi cele trei limbi romanice retice (sau rețiane), retoromana, ladina și friulana, aranjate aici stric geografic, de la nord la sud.  Este demn de remarcat, că cele cinci limbi menționate moștenesc, pe de o parte, vocabularul latinei vulgare (vezi latina vulgaris) de nord și, respectiv, elemente gramaticale și fonemice care sunt străine tuturor celorlalte limbi romanice.

## Istorie
Nu este tocmai potrivit să se vorbească despre o "dată de naștere" a limbii valone, în primul rînd pentru că o limbă nu se naște peste noapte, iar în al doilea rând pentru că momentul nașterii depinde de punctul de vedere adoptat. Astfel, dintr-un punct de vedere strict lingvistic, Louis Remacle a arătat că un mare număr de transformări pe care astăzi le considerăm tipice valonei au apărut între secolul VIII și secolul XII. Valona "era pe bună dreptate și definitiv individualizată pe la anul 1200 sau la începutul secolului XIII".
Totuși, textele "lingvistice" ale vremii nu vorbeau de valonă, deși pomeneau, printre altele, de picardă și de lotariană, în cadrul aceluiași domeniu lingvistic oilan.
Până în secolul XV, scriitorii regiunilor valone numeau limba lor drept "romană", atunci când voiau să o deosebească de altele. Prima atestare a cuvântului "wallon" în înțelesul lingvistic de azi ne vine de la începutul secolului al XVI-lea: în 1510 sau 1511, Jean Lemaire de Belges face trecerea de la "rommand" la "vualon":
Et ceux cy parlent le vieil langage Gallique que nous appellons Vualon ou Rommand (...). Et de ladite ancienne langue Vualonne, ou Rommande, nous usons en nostre Gaule Belgique: Cestadire en Haynau, Cambresis, Artois, Namur, Liège, Lorraine, Ardenne et le Rommanbrabant, et est beaucoup differente du François, lequel est plus moderne, et plus gaillart.
"Iar aceștia [locuitorii din Nivelles] vorbesc vechiul grai galic pe carele îl numim vualon sau rommand (...). Iar pe zisa bătrână limbă vualonă, sau rommandă, noi o folosim în a noastră Galie belgică: adică în Haynau, Cambresis, Artois, Namur, Liège, Lorraine, Ardenne și în Brabantul romanic, și [această limbă] este mult deosebită de dialectul francez, care este mai modern și mai voios."
Cuvântul "walon" primește astfel un înțeles mai apropiat celui de astăzi: cuprinsul părții romanice a Țărilor-de-Jos a provinciei Liège. Putem socoti că perioada când se stabilește hegemonia unificatoare în Valonia este un moment de vârf al istoriei lingvistice a valonei. Cristalizarea unei anumite identități valone, ca opus față de regiunile flamande din Țările-de-Jos, consacră cuvântul "valon" pentru a desemna oamenii "Văilor". De asemenea, puțin mai târziu, limba vorbită este resimțită de-a binelea ca diferită de franceza centrală și de alte variațiuni ale oilienelor din împrejurimi, ceea ce duce la părăsirea cuvântului "roman" în înțeles vag, pentru întrebuințarea cuvântului "valon", a cărui extensie lingvistică se suprapune cu înțelesul etnic și politic. De asemenea, aceasta este vremea când franceza ajunge sa înlocuiască latina în toate domeniile (conform Edictului de la Villers-Cotterêts, din 1539). Franceza se stabilește ca limbă didactică și face obiectul unei politici intense de uniformizare.
Într-un context în care conviețuiesc două limbi din aceeași familie, ele nu pot fi decât una împotriva celeilalte. Anii 1600 aduc sistemul grafic francez în Valonia. Tot din această epocă provin texte așternute pe hârtie într-o valonă scrisă, dar care nu pune în valoare tezaurul valonei vorbite.

## Aspecte socio-lingvistice
Valona a fost limba predominantă a poporului valon până la începutul secolului XX. Începând de atunci, franceza regională s-a răspândit peste tot, încât acum doar 30-40% din populația valonă își mai folosește limba proprie. Din persoanele de peste 60 de ani, 70-80% vorbesc valona, iar din persoanele sub 30 de ani, doar 10%. Cunoașterea pasivă, însă, este mult mai răspândită: 36 - 58% dintre tineri.
Din punct de vedere legal, valona este recunoscută, începând cu 1990, de către  Comunitatea Valonia-Bruxelles din Belgia (adică autoritatea în materie culturală pentru Valonia, în Statul federal belgian) ca „limbă regională băștinașă” ce trebuie studiată și încurajată a fi folosită. Mișcarea culturală valonă se bazează printre altele pe Uniunea culturală valonă (UCW), ce reunește peste 200 de cercuri de teatru amator, grupuri de scriitori, comitete de pomovare a valonei în școală. Există cincisprezece reviste cu apariție regulată. Nu în ultimul rând, trebuie amintită Societatea de limbă și literatură valonă (înființată în 1856), care promovează literatura valonă și studierea limbilor regionale romanice din Valonia (mai ales dialectologia, etimologia, ș.a.m.d.).

## Raport român - valon
Cuvintele românești Bărăbanț, Brabant, "vălean" au la origine toponimii valone (cum, de pildă, numele Cătălan, Tăutu, etc. vin de la alte toponimii sau etnonimii). Însuși cuvântul "wallon" are aceeași etimologie cu cuvintele "vlah" / "valah", "vlaș" (arhaism utilizat de limbile nordice în Evul Mediu timpuriu pentru "italian"), "velș" (locuitor din Țara Galilor), etc. Aceasta arată însăși originea romanică a diferitelor neamuri.
Din punct de vedere gramatical, există multe asemănări între limbile română și valonă, există caracteristici comune, ce lipsesc în alte limbi romanice. Printre altele, timpurile supracompuse, atât de mult folosite în Ardeal. Formele verbale folosite în subordonata condițională introdusă prin conjuncția si sunt întocmai ca în limba română.
De exemplu:
- română: Dacă aș fi știut, nu aș fi venit.
- valonă: Si dj'åreu sepou, dji n'åreu nén vnu.

Din punct de vedere fonetic, există câteva caracteristici. Cei doi diftongi ori diasisteme din limba română se găsesc și în valonă. De exemplu, 'moarte, poartă, coardă' se fac în valonă: 'moirt', 'poite', 'coide' (pronunțate: moar, poat, coad sau muer, puet, cued). De asemenea, 'pourcea', 'bea' se pronunță în vestul Valoniei la fel ca în Moldova și Muntenia, pe când în estul și sudul Valoniei se pronunță ca în Ardeal.
Verbele terminate în '-ște' și chiar anumite substantive terminate în '-scă' devin în limba valonă '-exhe'. De pildă, 'a crește', 'a cunoaște', etc., devin 'crexhe', 'conexhe'. Limba valonă, împreună cu italiana, româna și romanșa, a păstrat cele două consoane din limba latină, ce-ci, ge-gi, însă scrise 'tch' și 'dj'.
În cazul participiilor, "z" din limba română devine "y" în valonă:
- oyou - auzit
- veyou - văzut
- tcheyou - căzut

## Exemple
Iată o listă neexhaustivă de cuvinte române și valone, având același înțeles sau aceleași înțelesuri, și având aceeași origine etimologică.
| Română                                   | Valonă              | Pronunțare deosebită      |
| Afară, fără                              | foû                 |                           |
| Apropia (tr./refl.)                      | Aprepyî             |                           |
| Apuca                                    | Apicî               |                           |
| Apă                                      | Aiwe                |                           |
| Ara                                      | Aroyî               |                           |
| Așeza (a se~)                            | Ashîr (s’)          | Așir                      |
| Asculta                                  | Aschoûter, schoûter | Ascuté, șuté / huté       |
| August                                   | Awousse             |                           |
| Auzi                                     | Ôre                 |                           |
| Azi                                      | Ouy                 | Uy                        |
| Băiat                                    | Valet               |                           |
| Bucată                                   | Boket               |                           |
| Buși                                     | Bouxhî              | (identică)                |
| cădea                                    | tchaire             |                           |
| Capăt                                    | Copete, cawete      |                           |
| Căpățână                                 | Capotene            | Capoten / Capotin         |
| Cartof                                   | Cartouxhe           |                           |
| Cârcă                                    | Kedje               |                           |
| Cer                                      | Cir                 |                           |
| Cere                                     | Cweri               |                           |
| Cina, recina                             | Riciner             |                           |
| Cingătoare                               | Cingue              |                           |
| Coc, colac                               | Counyou             |                           |
| Crește                                   | Crexhe              | Creș                      |
| Creștin                                  | crustin             |                           |
| Croampă, colompiră                       | Crompire            |                           |
| Cunoaște                                 | Conexhe, kinoxhe    | Coneș, chinoș             |
| Desculț                                  | Dischås             | Discô / disciô / dihoa    |
| Despărți                                 | Dispårti            | Dispoarti                 |
| Desfăș(ur)a                              | Disfaxhî            | Disfașii                  |
| Fag                                      | Få                  | Foa                       |
| Fașă                                     | Faxhe               | Faș                       |
| Fleciui                                  | Flaxhî              |                           |
| Florii                                   | Floreye Påke        |                           |
| Freca                                    | Froyî, froxhî       |                           |
| Găleată                                  | Golete              |                           |
| Ieși, reieși                             | Rexhe               | Reș                       |
| Învia                                    | Raviker             |                           |
| Jos                                      | Djus                |                           |
| Lapte                                    | Laecea              |                           |
| Laț                                      | laxhe               |                           |
| Lemn                                     | Legne               |                           |
| Limbă                                    | Linwe               |                           |
| Măr                                      | Melêye              |                           |
| Merinde                                  | Marinde             |                           |
| Miere                                    | Mira                |                           |
| Mulge                                    | mode                |                           |
| Mult                                     | Mo                  |                           |
| Neauă                                    | nive                |                           |
| Nouăzeci                                 | Nonante             |                           |
| Nucă                                     | Nokete              |                           |
| Optzeci                                  | ûtante              |                           |
| Pană (de pasăre, de scris, de tîmplărie) | Pene                |                           |
| Pașnic                                   | Påjhere, påjhûle    |                           |
| Paște (vb.)                              | Paxhe               | Paș                       |
| Plop                                     | plope               |                           |
| Prânzâdă                                 | Prandjlaedje        |                           |
| Rămâne                                   | Ramani, rimane      |                           |
| Rămășiță                                 | Rimanants           |                           |
| Răspândi                                 | Rispåde             |                           |
| Șaptezeci                                | septante            |                           |
| Scăpa (tr.)                              | Schaper             | Scapé / șapé / hapé       |
| Scăpa (intr.)                            | Schiper             | Schipé / șipé / hipé      |
| Scărpina, scobi                          | Schaver             | Sc-, ș-, h-               |
| Scaun                                    | Schame              | Sc-, ș-, h-               |
| Scoate                                   | Saetchî             |                           |
| Scoarță                                  | Schoice             | Scoass / șoass / huess    |
| Scorni                                   | Schoirni            | Scoarni / șoarni / huerni |
| Scutura                                  | Scheure             | Scőr / șőr / hőr          |
| Șezătoare                                | Shijhe              |                           |
| Sigur                                    | Sigur               |                           |
| Staul                                    | Ståve               |                           |
| Stoarce                                  | Stoide              | Stoade / stuede           |
| Tașcă, geantă                            | Taxhe               | Taș / tah                 |
| Timpuriu                                 | Timprou             |                           |
| Usuca                                    | Souwer              |                           |
| Ușă                                      | Ouxh                | Uș                        |
| Viespe                                   | wespe               |                           |

Cuvântul românesc "huilă" își are originea în valonul "hoye". Urmează o paralelă între două variante - una valonă, cealaltă românească - ale unui fragment de text din Biblie, din Cartea Facerii. Varianta valonă este traducerea D-lui Lorint Hendschel.
Djeneze / Facere, c. 41, v. 26
Les setès belès vatches riprezintèt setès anêyes. Et les setès påtes riprezintèt setès anêyes eto: ci n' est k' on sondje, todi l' minme.
Cele șapte vaci frumoase înseamnă șapte ani. Iar cele șapte spice frumoase înseamnă șapte ani de asemenea; nu e decât un vis, același.
c. 41, v. 27
Adon, les set laidès mwinrès vatches ki montèt riprezintèt setès anêyes, tot come les setès grêyès påtes, broûlêyes på vint do levant: c' est k' i gn årè setès anêyes di pômagne.
Apoi, cele șapte vaci urîte și slabe, care urcau, înseamnă șapte ani; ca și cele șapte spice, arse de vîntul de răsărit : înseamnă că vor fi șapte ani de foamete.
c. 42, v. 19
«...Si vos djhoz l' vraiy, k' onk di vos ôtes dimeure egayolé chal. Les ôtes end iront avou l' grin k' il ont dandjî po leus familes.
«...De ziceți adevărul, unul dintre voi rămâne întemnițat aici. Ceilalți vor merge cu grâul; au nevoie pentru familiile lor.
c. 42, v. 20
Vos nos ramoennroz vosse pus djonne fré: insi, nos sårans k' vos avoz dit l' veur, et vos n' môrroz nén.» Et i fjhît come il aveut stî convnou.
Îl veți aduce pe fratele vostru cel mai mic, așa vom ști dacă ați spus adevărul, și nu veți muri. »
c. 42, v. 21
I s' dijhént inte di zels: «Po dire li vraiy, nos rpåyans asteure çou k' nos avans fwait a nosse fré. Nos avans veyou come si åme esteut disbåtcheye cwand c' est k' i nos dmandéve di s' fé må d' lu et nos n' avans nén schoûté. Cisse disbåtche la, vola k' ele nos rvént, asteure.»
Ziceau însă unii către alții : « Cu adevărat suntem pedepsiți pentru ceea ce am făcut împotriva fratelui nostru. Noi am văzut cum era de zbuciumat sufletului lui când se ruga, și nu ne-a fost milă de el și nu l-am ascultat. Zbuciumul acela, iată ce vine peste noi, acum. »